# Вольбрехт, Джордж
Джордж Х. Вольбрехт (англ. George H. Wolbrecht, август 1870 — 21 октября 1930, Мак-Ком) — американский шахматист немецкого происхождения. Инженер по профессии.
Двукратный победитель чемпионата Западной шахматной ассоциации (открытого чемпионата США). В составе сборной США участник традиционных матчей по телеграфу с командой Англии (общий результат: 1½ из 3, победа, поражение и ничья).
В 1908 г. в течение четырех месяцев гастролировал по разным городам Панамы с лекциями и сеансами одновременной игры (вероятно, основной целью поездки в Панаму было участие в строительстве Панамского канала).

## Спортивные результаты
| Год  | Город      | Соревнование                                                  | + | − | = | Результат | Место |
| ---- | ---------- | ------------------------------------------------------------- | - | - | - | --------- | ----- |
| 1906 | Чикаго     | Открытый чемпионат США                                        |   |   |   |           | 1     |
| 1907 |            | Матч по телеграфу Англия — США (8-я доска, против Холмса)     | 0 | 0 | 1 | ½ из 1    |       |
|      | Эксельсиор | Открытый чемпионат США                                        |   |   |   |           | [ 3 ] |
| 1908 |            | Матч по телеграфу Англия — США (8-я доска, против Р. Мичелла) | 1 | 0 | 0 | 1 из 1    |       |
| 1909 | Эксельсиор | Открытый чемпионат США                                        |   |   |   |           | [ 4 ] |
|      | Сент-Луис  | Показательная партия с Х. Р. Капабланкой                      | 0 | 1 | 0 | 0 из 1    |       |
| 1910 |            | Матч по телеграфу Англия — США (5-я доска, против Ф. Ейтса)   | 0 | 1 | 0 | 0 из 1    |       |
|      | Чикаго     | Открытый чемпионат США                                        |   |   |   |           | 1     |
| 1914 | Мемфис     | Открытый чемпионат США                                        |   |   |   |           | [ 5 ] |